# Rhipidure à ventre roux
Rhipidura hyperythra
Espèce
Statut de conservation UICN

 LC  : Préoccupation mineure
Le Rhipidure à ventre roux (Rhipidura hyperythra) est une espèce de passereaux de la famille des Rhipiduridae.

## Distribution
Cet oiseau est répandu à travers l'archipel de Nouvelle-Guinée.

## Habitat
Il habite les forêts humides tropicales et subtropicales en plaine et les montagnes humides tropicales et subtropicales.

## Sous-espèces
Cet oiseau est représenté par trois sous-espèces :
- R. h. hyperythra Gray, GR, 1858 : îles Aru ;
  - R. h. h. muelleri. Beehler & Pratt 2016 : ouest et centre de la Nouvelle-Guinée, Yapen ;
- R. h. castaneothorax Ramsay, EP, 1879 : sud-est de la Nouvelle-Guinée.